# Barentsburg
Barentsburg (en ruso: Баренцбург) es el segundo asentamiento más grande del archipiélago de Svalbard, localizado al norte de Noruega, en la isla de Spitsbergen, con alrededor de 500 habitantes, casi todos ellos de nacionalidad rusa y ucraniana.

## Historia
Al igual que el resto de Svalbard, la isla de Spitsbergen se encuentra desde el Tratado de Svalbard de 1920 bajo soberanía de Noruega. El Tratado permite a ciudadanos de los países firmantes explotar los recursos del archipiélago en igualdad de condiciones con los noruegos.
Barentsburg fue fundada en la década de 1920 como colonia minera danesa. En 1932 la concesión fue vendida a la Unión Soviética. Desde entonces, la compañía estatal rusa Arktikugol ha estado extrayendo carbón, manteniendo y expandiendo el asentamiento.
Durante la ocupación nazi de Noruega, la Wehrmacht hizo acto de presencia en la isla. El 30 de abril de 1942, una unidad de soldados formada por noruegos intentó, durante la Operación Fritham, la conquista de las minas, fracasando en su intento y con la muerte de al menos 12 de esos soldados. Tras el final de la Segunda Guerra Mundial en 1945, Barentsburg volvió a la situación anterior, pero a partir de la Guerra Fría se le empezó a prestar más atención al querer expandir los soviéticos su control en Svalbard.

## Situación
Aunque Svalbard está bajo soberanía noruega, el Tratado de Svalbard de 1920 contempla que todos los países signatarios tienen el derecho a la explotación de recursos naturales en las islas. Actualmente Rusia es el único país que permanece presente, manteniendo incluso un consulado en el asentamiento, sin contar a Noruega, cuyo asentamiento mayor es la capital Longyearbyen.

## Clima
| Parámetros climáticos promedio de Barentsburg (1991-2020) | Parámetros climáticos promedio de Barentsburg (1991-2020) | Parámetros climáticos promedio de Barentsburg (1991-2020) | Parámetros climáticos promedio de Barentsburg (1991-2020) | Parámetros climáticos promedio de Barentsburg (1991-2020) | Parámetros climáticos promedio de Barentsburg (1991-2020) | Parámetros climáticos promedio de Barentsburg (1991-2020) | Parámetros climáticos promedio de Barentsburg (1991-2020) | Parámetros climáticos promedio de Barentsburg (1991-2020) | Parámetros climáticos promedio de Barentsburg (1991-2020) | Parámetros climáticos promedio de Barentsburg (1991-2020) | Parámetros climáticos promedio de Barentsburg (1991-2020) | Parámetros climáticos promedio de Barentsburg (1991-2020) | Parámetros climáticos promedio de Barentsburg (1991-2020) |
| Mes                                                       | Ene.                                                      | Feb.                                                      | Mar.                                                      | Abr.                                                      | May.                                                      | Jun.                                                      | Jul.                                                      | Ago.                                                      | Sep.                                                      | Oct.                                                      | Nov.                                                      | Dic.                                                      | Anual                                                     |
| --------------------------------------------------------- | --------------------------------------------------------- | --------------------------------------------------------- | --------------------------------------------------------- | --------------------------------------------------------- | --------------------------------------------------------- | --------------------------------------------------------- | --------------------------------------------------------- | --------------------------------------------------------- | --------------------------------------------------------- | --------------------------------------------------------- | --------------------------------------------------------- | --------------------------------------------------------- | --------------------------------------------------------- |
| Temp. máx. abs. (°C)                                      | 6.8                                                       | 5.6                                                       | 4.1                                                       | 5.3                                                       | 9.9                                                       | 14.6                                                      | 20.3                                                      | 17.9                                                      | 12.1                                                      | 8.5                                                       | 6.8                                                       | 7.6                                                       | 20.3                                                      |
| Temp. máx. media (°C)                                     | -7.7                                                      | -8.2                                                      | -8.6                                                      | -5.9                                                      | -0.7                                                      | 4.6                                                       | 8.7                                                       | 7.5                                                       | 3.5                                                       | -1.8                                                      | -4.0                                                      | -6.1                                                      | -1.6                                                      |
| Temp. media (°C)                                          | -10.3                                                     | -11.0                                                     | -11.3                                                     | -8.6                                                      | -2.7                                                      | 2.8                                                       | 6.4                                                       | 5.5                                                       | 1.8                                                       | -3.7                                                      | -6.3                                                      | -8.6                                                      | -3.8                                                      |
| Temp. mín. media (°C)                                     | -13.0                                                     | -13.7                                                     | -13.9                                                     | -10.9                                                     | -4.4                                                      | 1.4                                                       | 4.8                                                       | 4.0                                                       | 0.3                                                       | -5.6                                                      | -8.7                                                      | -11.1                                                     | -5.9                                                      |
| Temp. mín. abs. (°C)                                      | -37.1                                                     | -39.3                                                     | -39.8                                                     | -33.3                                                     | -22.5                                                     | -9.2                                                      | -1.0                                                      | -3.5                                                      | -12.2                                                     | -27.1                                                     | -29.3                                                     | -37.3                                                     | -39.8                                                     |
| Precipitación total (mm)                                  | 61                                                        | 47                                                        | 58                                                        | 36                                                        | 31                                                        | 20                                                        | 29                                                        | 40                                                        | 55                                                        | 59                                                        | 67                                                        | 62                                                        | 565                                                       |
| Días de lluvias (≥ 1 mm)                                  | 2                                                         | 1                                                         | 2                                                         | 1                                                         | 3                                                         | 10                                                        | 17                                                        | 16                                                        | 12                                                        | 4                                                         | 3                                                         | 2                                                         | 73                                                        |
| Días de nevadas (≥ 1 mm)                                  | 24                                                        | 20                                                        | 22                                                        | 20                                                        | 20                                                        | 10                                                        | 1                                                         | 3                                                         | 14                                                        | 22                                                        | 23                                                        | 24                                                        | 203                                                       |
| Humedad relativa (%)                                      | 77                                                        | 77                                                        | 77                                                        | 77                                                        | 79                                                        | 81                                                        | 81                                                        | 82                                                        | 81                                                        | 77                                                        | 77                                                        | 77                                                        | 78.6                                                      |
| Fuente: Погода и климат                                   |                                                           |                                                           |                                                           |                                                           |                                                           |                                                           |                                                           |                                                           |                                                           |                                                           |                                                           |                                                           |                                                           |

## Economía
La principal actividad económica es la extracción de carbón por parte de la compañía Arctikugol, aunque el turismo está comenzando a promoverse. La distancia desde Longyearbyen (la ciudad más grande de Svalbard) hasta Barentsburg es de aproximadamente 55 kilómetros, sin embargo no existen carreteras que conecten los dos asentamientos.
A pesar de que el carbón que se sigue extrayendo en Barentsburg ya no se destina para la exportación, la ciudad depende completamente de Rusia para ser abastecida de alimentos y suministros. Ha habido ocasiones en las que Rusia no envió suficiente comida y la población tuvo que recibir paquetes de ayuda desde Longyearbyen. Además de esto, se ha sabido que la compañía minera no pagaba a los empleados hasta que no agotaban su contrato de tres años y volvían a Rusia. El turismo es aún una industria en desarrollo y no está generando el dinero suficiente como para reavivar la ciudad. En este apartado tiene también que competir con su vecina Longyearbyen, que ya tiene una bien asentada industria del “turismo de aventura” y que provee facilidades e infraestructuras de mayor categoría.
Durante la época soviética, se mantenía en buenas condiciones y considerablemente poblada, sin embargo, tras la disolución de la URSS los fondos destinados a esta ciudad se redujeron significativamente para continuar disminuyendo poco a poco. Actualmente Barentsburg es solo una sombra de lo que era, su imagen es la de un pueblo tosco y descuidado en comparación con su animado y próspero vecino Longyearbyen, y su población continúa disminuyendo. No obstante, sigue teniendo una población significativa de rusos y ucranianos.

## Galería

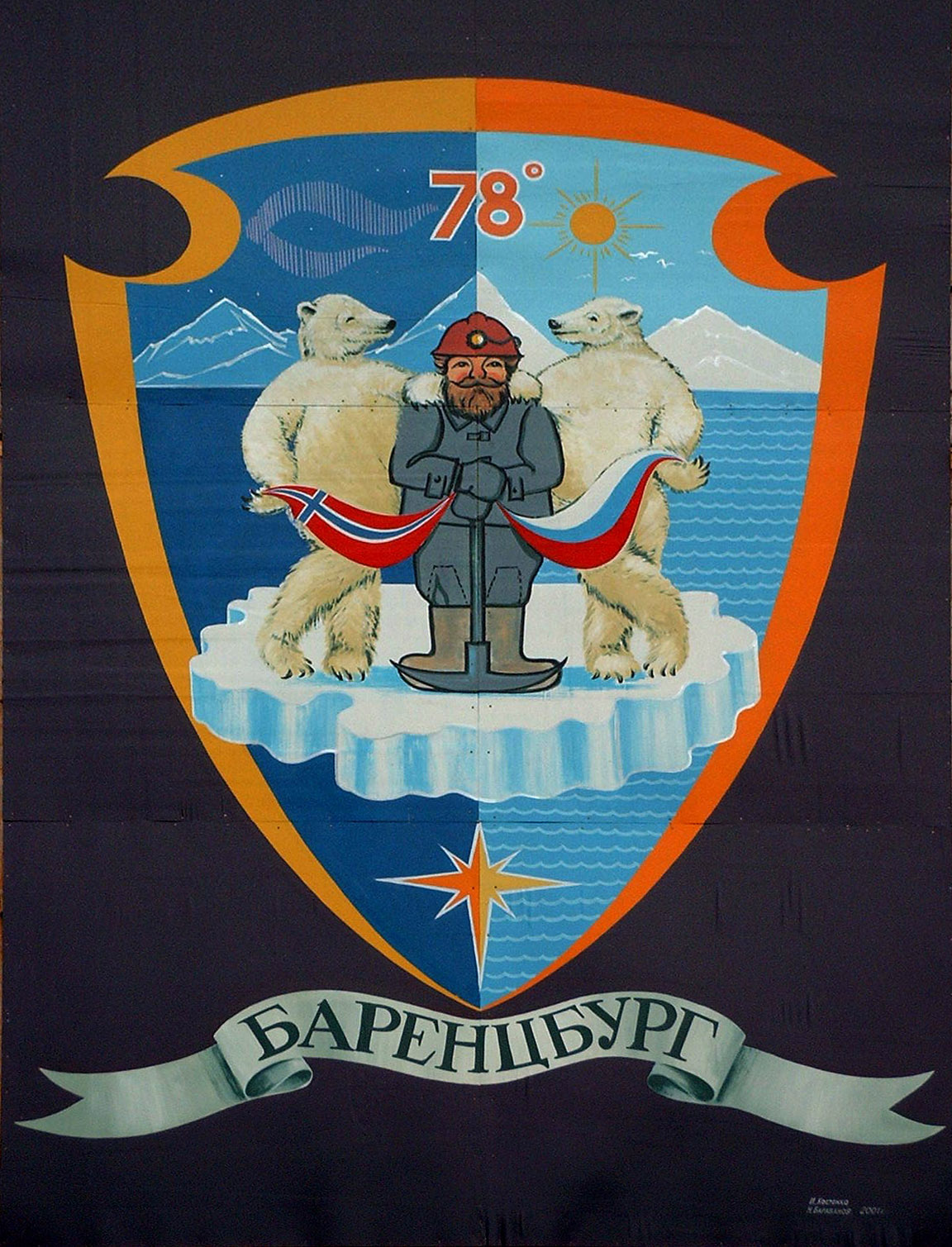
Barentsburg, minas y osos polares en el paralelo 78
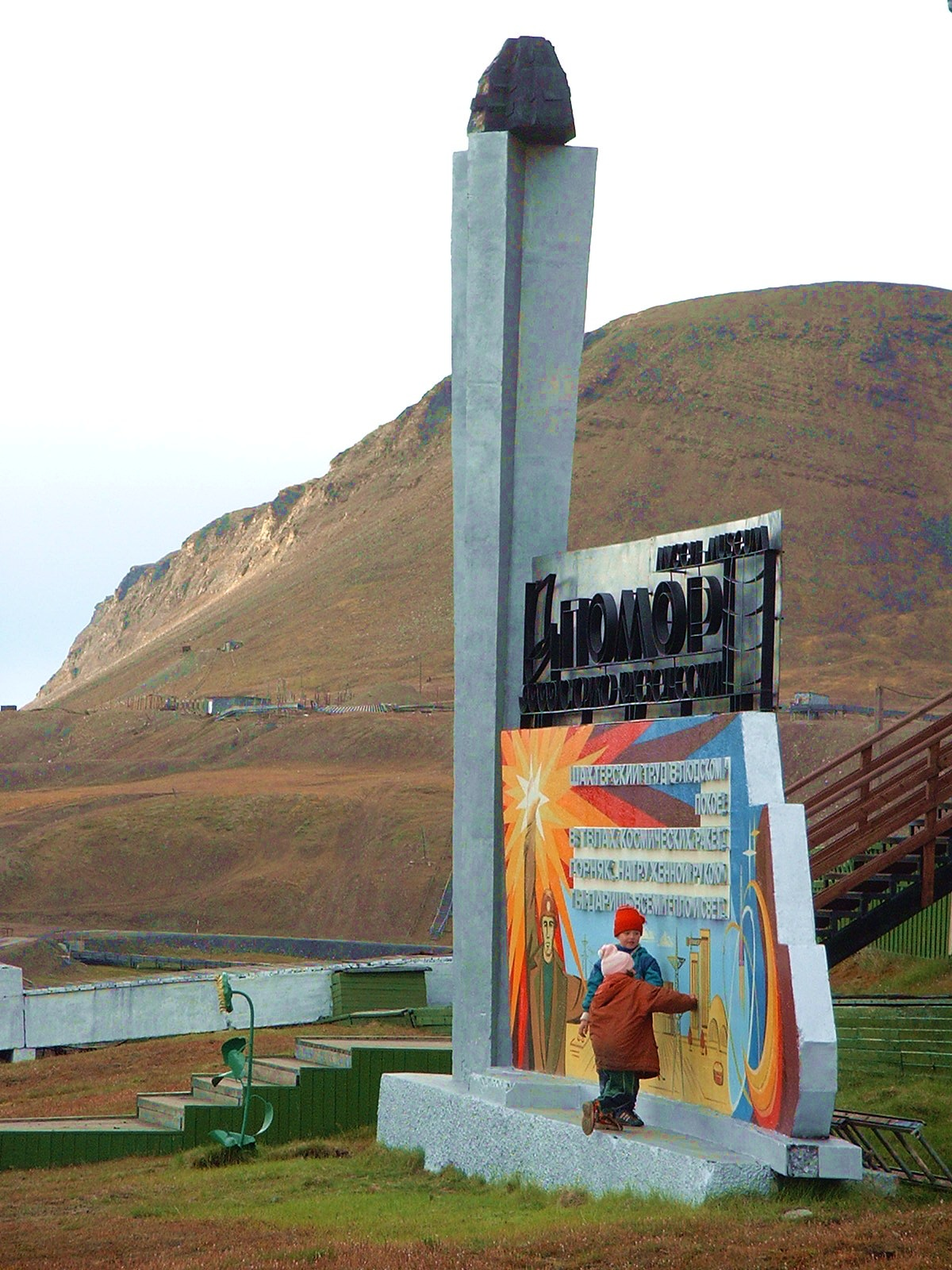
Monumento al carbón
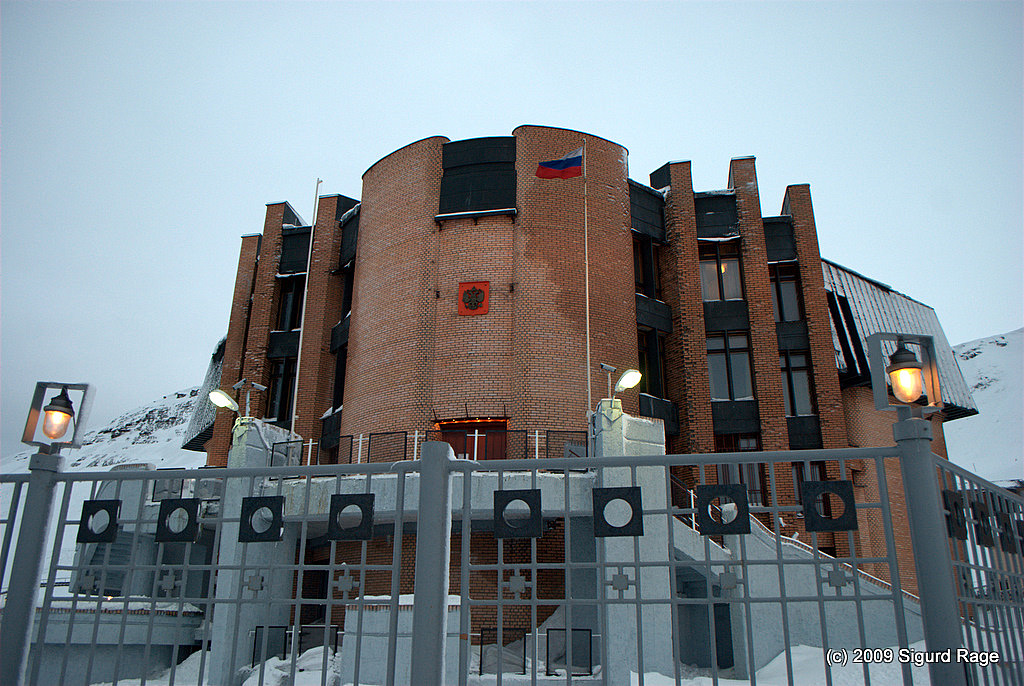
Consulado de Rusia
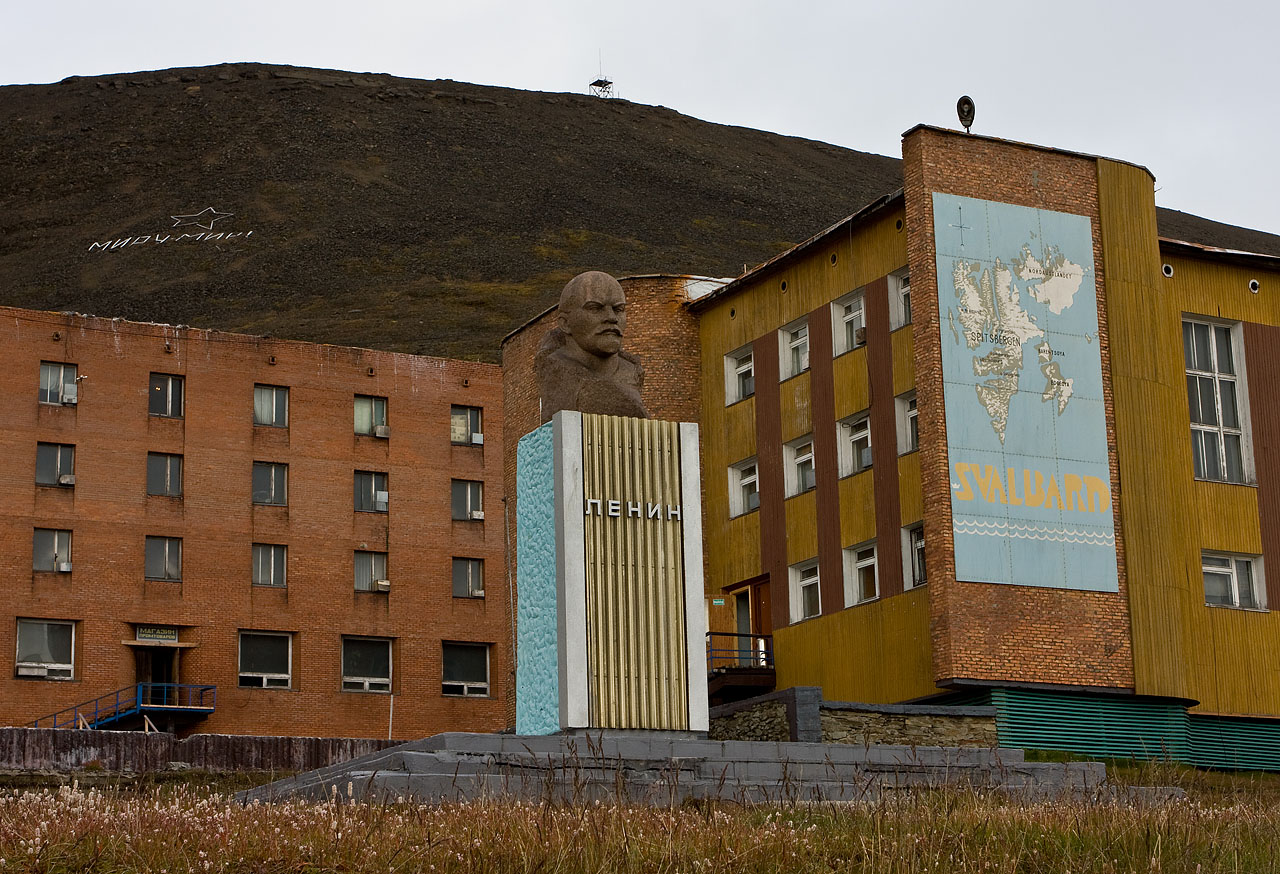
Estatua de Lenin
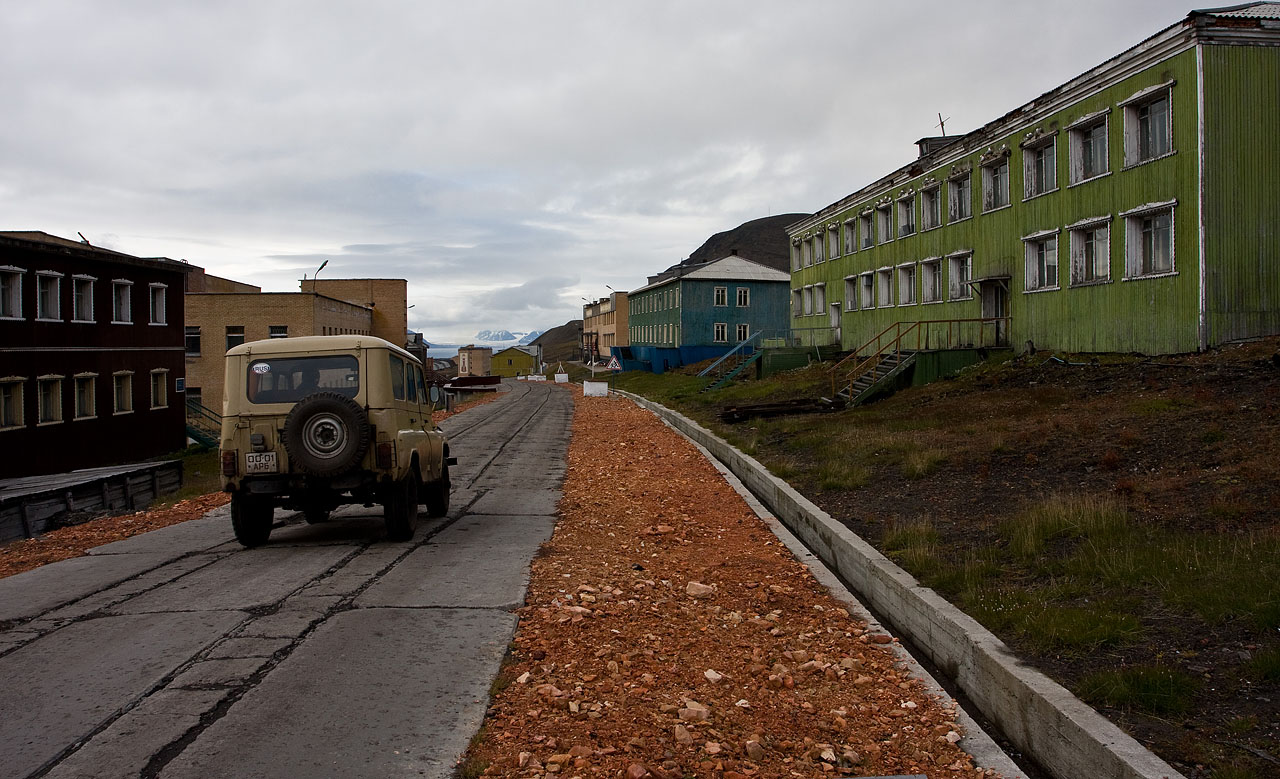
La calle principal de Barentsburg (los edificios de la derecha fueron demolidos en 2013)